# Prudnik (Fluss)
Der Prudnik (deutsch Prudnik oder Braune, tschechisch Prudník) ist ein linker Nebenfluss der Osobłoga (Hotzenplotz) in Polen und Tschechien.

## Verlauf
Der Prudnik entspringt östlich des Dorfes Konradów (Dürr-Kunzendorf) am Nordhang der Czapka (Hutberg, 440 m) im polnischen Teil der Góry Opawskie (Zuckmanteler Bergland). Auf seinem zunächst gegen Norden führenden Lauf fließt der Bach an Konradów vorbei und ändert östlich von Głuchołazy zwischen den Siedlungen Osiedle Pionerów und Osiedle Pasterówka seine Richtung durch die Prudniker Depression (Obniżenie Prudnickie) nach Nordosten. Entlang des Prudnik liegen auf diesem Abschnitt die Ortschaften Charbielin (Ludwigsdorf) und Wierzbiec (Wackenau). In Prudnik nimmt der Bach rechtsseitig den wasserreicheren Złoty Potok (Goldbach) auf. Vorbei an Jasionowe Wzgórze, Lipy (Linden), Młyn Czyżyka (Zeizig Mühle), Jasiona (Jassen), Skrzypiec (Kreiwitz) und Dytmarów (Dittersdorf) führt sein weiterer Lauf nach Osten auf tschechisches Gebiet. Dort fließt der Prudník zwischen Nové Vrbno, Závsí und Slezské Pavlovice (Deutsch-Paulowitz) am Naturschutzgebiet Pavlovický rybník vorbei. Nach etwa 36,07 Kilometern mündet der Prudník unweit der tschechisch-polnischen Grenze bei Studnice in die Osoblaha (Hotzenplotz). Der tschechische Anteil hat eine Länge von 5 Kilometern, in diesem Teil des Einzugsgebietes leben 675 Personen.

## Zuflüsse
- Złoty Potok (r), Prudnik
- Hraniční potok (r), Jasiona
- Sádecký potok (r), an der polnisch-tschechischen Grenze
- Pavlovický potok/Lubrzanka (l), bei Slezské Pavlovice